# Francisco Madero
Francisco Ignacio Madero González, často uváděn jako Indalecio namísto Ingacio (30. října 1873 Parras de la Fuente, Coahuila, Mexiko – 22. února 1913 Ciudad de México) byl mexický politik, revolucionář, spisovatel a podnikatel. Jeho prohlášení „Plánu ze San Luis“ z roku 1910 proti dlouholeté autoritářské vládě Porfiria Díaze je považováno za počátek mexické revoluce. Během následného konfliktu byl Madero zvolen prezidentem Mexika. Ocitl se však ve svízelné situaci, protože pro konzervativní síly byl příliš revoluční, zatímco pro zapatistické povstalce činil příliš velké ústupky statkářům. Při vojenském puči generála Huerty byl zatčen a zavražděn společně s viceprezidentem Josém María Pino Suárezem.